# IBM系統網路架構
IBM系統網路架構（英語：Systems Network Architecture，縮寫為SNA）由IBM公司在1974年該公司大型主機網路架構所訂定的網路結構標準和通訊協定。後來ISO（國際標準組織）使用IBM的SNA架構作為它的OSI模型（開放式系統架構）的原始模型架構，OSI 所包含七層架構為：
- 第一層：實體層（Physical layer）允許多種不同類型的實體連接。
- 第二層：資料連接層（Data－link layer）確保實體層連結的資料之正確性，包含資料傳輸的錯誤偵測及更正功能。
- 第三層：網路層（Network layer）建立及管理節點到另一個節點的路徑。
- 第四層：傳輸層（Transmission layer）確保資料在網路層與對話層之間的傳輸品質。
- 第五層：對話層（Session layer）主要在管理各使用者之間資料的交換形式。
- 第六層：展現層（Presentation layer）負責將傳輸的資訊以有意義的形式表達給網路使用者，並提供應用程式介面。
- 第七層：應用層（Application layer）是OSI最高層，其提供了使用者網路上的服務。